# Шалкарський район
Шалка́рський район (каз. Шалқар ауданы, рос. Шалкарский район) — адміністративна одиниця у складі Актюбінської області Казахстану. Адміністративний центр — місто Шалкар.

## Населення
Населення — 42484 особи (2021; 44187 у 2009, 46697 у 1999, 54788 у 1989).
Національний склад (станом на 2016 рік):
- казахи — 45955 осіб (98,68%)
- росіяни — 352 особи
- татари — 157 осіб
- узбеки — 48 осіб
- українці — 20 осіб
- башкири — 5 осіб
- німці — 4 особи
- азербайджанці — 4 особи
- білоруси — 2 особи
- чуваші — 2 особи
- корейці — 1 особа
- чеченці — 1 особа
- інші — 21 особа

## Склад
До складу району входять міська адміністрація та 12 сільських округів:
| Поселення                              | Площа, км² | Населення, осіб (1989) | Населення, осіб (1999) | Населення, осіб (2009) | Населення, осіб (2021) | Центр     | Населені пункти |
| -------------------------------------- | ---------- | ---------------------- | ---------------------- | ---------------------- | ---------------------- | --------- | --------------- |
| Шалкарська міська адміністрація        | 614,90     | 28899                  | 26329                  | 26574                  | 27833                  | Шалкар    | 1               |
| Айшуацький сільський округ             | 9470,88    | 2984                   | 2835                   | 2012                   | 1744                   | Бегімбет  | 2               |
| Актогайський сільський округ           | 1497,98    | 1647                   | 1668                   | 820                    | 745                    | Котртас   | 3               |
| Бершугірський сільський округ          | 1533,08    | 2726                   | 1688                   | 2099                   | 1571                   | Біршогир  | 3               |
| Бозойський сільський округ             | 10768,58   | 3306                   | 3116                   | 2653                   | 2859                   | Бозой     | 2               |
| імені Єсета Котібарова сільський округ | 5328,47    | 2020                   | 1197                   | 910                    | 636                    | Байкадам  | 1               |
| Жанакониський сільський округ          | 5463,36    | 1813                   | 939                    | 792                    | 618                    | Аккайтим  | 2               |
| Кауилжирський сільський округ          | 1265,88    | 1612                   | 1857                   | 1862                   | 1484                   | Кауилжир  | 3               |
| Кішикумський сільський округ           | 8631,89    | 2930                   | 2276                   | 2106                   | 1769                   | Шилікти   | 4               |
| Монкебійський сільський округ          | 3124,62    | 1469                   | 1166                   | 1172                   | 1101                   | Монке-бі  | 1               |
| Тогизький сільський округ              | 3724,19    | 1853                   | 1482                   | 1461                   | 935                    | Тогиз     | 4               |
| Челкарський сільський округ            | 4166,92    | 1726                   | 1147                   | 922                    | 541                    | Жилтир    | 2               |
| Шетіргізький сільський округ           | 3816,27    | 1803                   | 997                    | 804                    | 648                    | Каратогай | 2               |

## Найбільші населені пункти
Населені пункти з чисельністю населення понад 1000 осіб:
| № | Населений пункт | Населення, осіб (1989) | Населення, осіб (1999) | Населення, осіб (2009) | Населення, осіб (2021) |
| - | --------------- | ---------------------- | ---------------------- | ---------------------- | ---------------------- |
| 1 | Шалкар          | 28 899                 | 26 329                 | 26 574                 | 27 833                 |
| 2 | Бозой           | 2 240                  | 2 530                  | 2 349                  | 2 650                  |
| 3 | Бегімбет        | 2 244                  | 2 418                  | 1 703                  | 1 597                  |
| 4 | Біршогир        | 1 646                  | 1 491                  | 1 370                  | 1 168                  |
| 5 | Монке-бі        | 1 065                  | 1 166                  | 1 172                  | 1 101                  |